# Fragile Equality
Albums de Almah
Almah
(2006)
Fragile Equality est le deuxième album du groupe brésilien Almah.

## Liste des morceaux
1. "Birds Of Prey" – 04:45
2. "Beyond Tomorrow" – 04:03
3. "Magic Flame" – 03:32
4. "All I Am" – 04:40
5. "You’ll Understand" – 06:03
6. "Invisible Cage" – 05:46
7. "Fragile Equality" – 03:48
8. "Torn" – 04:42
9. "Shade Of My Soul" – 04:58
10. "Meaningless World" – 04:48

## Formation
- Edu Falaschi (chant)
- Marcelo Barbosa (guitare)
- Paulo Schroeber (guitare)
- Felipe Andreoli (basse)
- Marcelo Moreira (batterie)